# Santa Rosa (El Oro)
Pour les articles homonymes, voir Santa Rosa.
Santa Rosa est une ville de la province d'El Oro en Équateur.
Sa population était de 42 593 habitants en 2001.
La ville est desservie par un aéroport destiné au fret et au trafic passagers.